# Parlamento della Federazione di Bosnia ed Erzegovina
Il Parlamento della Federazione di Bosnia ed Erzegovina (Parlament Federacije Bosne i Hercegovine/Парламент Федерације Босне и Херцеговине) è l'organo legislativo della Federazione di Bosnia ed Erzegovina,entità federale della Bosnia ed Erzegovina.Esso è composto da due camere:
- Camera dei rappresentanti della Federazione di Bosnia ed Erzegovina, composto da 98 membri eletti direttamente.
- Camera dei popoli della Federazione di Bosnia ed Erzegovina, composto da 58 membri eletti dalla Camera dei Rappresentanti.